# Ouad Naga
Ouad Naga est une commune de Mauritanie située dans le département d'Ouad Naga de la région de Trarza.
La ville de Ouad Naga est la capitale de la commune et du département (moughataa) de même nom.
Cette ville est la plus proche de Nouakchott et se situe à 40 km à l'est de Nouakchott sur la route de l'Espoir.

## Géographie
Ouad Naga est située à 40 km à l'est de la capitale du pays Nouakchott sur la route nationale de « l'Espoir ».
La commune de Ouad Naga est limitée :
Au nord, à l’est et au sud par la commune d’Aouleigatt dépendant elle aussi de la moughataa de Ouad Naga; à l’ouest par les communes d’El Ariye et d’Aouleigatt.
La situation d’activité, les distances et moyens d’accès aux localités ainsi que leur poids démographique sont récapitulés comme suit :
| Localité                   | Population (habitants) | Activités économiques                                      | Distance au chef-lieu                       | Moyens d'accès à la localité      |
| -------------------------- | ---------------------- | ---------------------------------------------------------- | ------------------------------------------- | --------------------------------- |
| Agba                       | 1122                   | Mahadra, élevage                                           | 20 km de bitume                             | Route bitumée (route de l'Espoir) |
| El Bouchra                 |                        | Élevage                                                    | 19 km de bitume                             | Route bitumée                     |
| Arafa                      |                        | Mahadra et élevage                                         | 17 km de bitume                             | Route bitumée                     |
| Le3moud                    |                        | Élevage                                                    | 14 km de bitume                             | Route bitumée                     |
| Echweir Tilimass           |                        | Élevage                                                    | 13 km de bitume                             | Route bitumée                     |
| Tengerach                  |                        | Élevage                                                    | 14 km de bitume                             | Route bitumée                     |
| Fkeirine                   |                        | Mahadra, élevage                                           | 13 km de bitume                             | Route bitumée                     |
| Aghoress esselam           |                        | Élevage                                                    | 10 km de bitume                             | Route bitumée                     |
| Dar El Barka               |                        | Élevage                                                    | 10 km de bitume                             | Route bitumée                     |
| Essava                     |                        | Élevage                                                    | 9 km de bitume                              | Route bitumée                     |
| El Medina El Mounawara     |                        | Mahadra, élevage                                           | 10 km de bitume                             | Route bitumée                     |
| Esmara                     |                        | Élevage                                                    | 10 km de bitume                             | Route bitumée                     |
| Ghassrem 2                 |                        | Élevage                                                    | 8 km de bitume                              | Route bitumée                     |
| Idadhess                   |                        | Élevage                                                    | 10 km de bitume                             | Route bitumée                     |
| Ehl Ebnou                  |                        | Élevage                                                    | 10 km de bitume                             | Route bitumée                     |
| El beled Tayib             |                        | Mahadra, élevage                                           | 8 km de bitume                              | Route bitumée                     |
| Mouzdelifa                 |                        | Mahadra, élevage                                           | 8 km de bitume                              | Route bitumée                     |
| Elbeled El Amine           |                        | Mahadra & élevage                                          | 8 km de bitume                              |                                   |
| Ard El Afia                |                        | Élevage                                                    | 8 km de bitume                              |                                   |
| Hsey El Begratt            |                        | Élevage                                                    | 3 km de bitume                              | Route bitumée                     |
| Ghassrem                   |                        | Élevage, mahadras et maraîchage                            | 3                                           | Route bitumée (route de l'Espoir) |
| Ehl Debbezni               |                        | Élevage                                                    | 8 km de bitume                              | Route bitumée                     |
| Swabine                    | 66                     | Élevage                                                    | 1 km sur la route bitumée                   | Route bitumée                     |
| Ntfachit                   | 84                     | Mahadra, élevage et maraîchage                             | 1 km sur la route bitumée et 2 km de piste  | Route bitumée et piste            |
| Ouad Naga                  | 4179                   | Commerce, PS, Mahadras, Maraîchage, élevage, artisanat     | -                                           | Route bitumée (route de l'Espoir) |
| Dar Selam                  | 111                    | Élevage et mahadra                                         | 1 km                                        | Route bitumée (route de l'Espoir) |
| Dar El Mouna               |                        | Élevage                                                    | 17 km de bitume                             | Route bitumée                     |
| Oum El Ghoura              | 499                    | Mahadra, élevage et maraîchage                             | 3 km de bitume et 9 km de piste rurale      | Route bitumée et piste rurale     |
| Tayba Nord                 |                        | Élevage                                                    | 3 km de bitume                              | Route bitumée                     |
| Tayba Sud                  |                        | Élevage et maraîchage                                      | 3 km de bitume                              | Route bitumée                     |
| El Kawthar                 | 74                     | Élevage et maraîchage                                      | 4 km de bitume et 3 km de piste             | Route bitumée et piste rurale     |
| Tewfigh 2                  | 150                    | Élevage et mahadra                                         | 4 km de bitume et 2 km de piste             | Route bitumée et piste            |
| Nimjatt                    |                        | Élevage et maraîchage                                      | 4 km de bitume                              | Route bitumée                     |
| Idini                      | 797                    | Mahadra, commerce, maraîchage, extraction d’eau et élevage | 6 km de bitume                              | Route bitumée (route de l'Espoir) |
| Jeddah                     | 120                    | Élevage, mahadra, maraîchage et artisanat                  | 7 km de bitume                              | Route bitumée (route de l'Espoir) |
| Tenwacoudeil               | 247                    | Élevage                                                    | 4 km de bitume et 9 km de piste rurale      | Route bitumée et piste rurale     |
| Hsey Saada                 |                        | Élevage                                                    | 16 km de bitume                             | Route bitumée                     |
| Tewfigh 1                  | 352                    | Élevage et mahadra                                         | 15 km de bitume                             | Route bitumée (route de l'Espoir) |
| Magam Ibrahim              | 64                     | Élevage et mahadra                                         | 4 km sur la route bitumée                   | Route bitumée                     |
| El Itghan                  | 63                     | Élevage et mahadra                                         | 10 km sur la route bitumée et 1 km de piste | Route bitumée et piste            |
| El Magam (Hassi Ehl Taghi) | 80                     | Élevage, mahadra et maraîchage                             | 12 km sur la route bitumée                  | Route bitumée                     |
| Ehl Kah                    |                        | Élevage, maraîchage                                        | 11 km de bitume                             | Route bitumée                     |

### Relief et sols
Le relief est majoritairement sablonneux, avec quelques affleurements sédimentaires rocheux et des formations dunaires. La ville de Ouad Naga est située sur un cordon dunaire issu du littoral côtier de l’océan Atlantique. Son sous-sol est formé de formations du bassin sédimentaire côtier appelé bassin sénégalo-mauritanien et à forte proportion limoneux et sablonneux.

### Végétation et flore
La strate herbacée est dominée par l’Acacia raddiana, le Calotropis procera, le Leptadenia pyrotechnica, le dattier du désert et d’autres espèces de végétations sahélo-sahariennes.

### Faune
La diversité de la faune s’est largement effondrée ces dernières années, du fait de la sécheresse et des pressions anthropiques. A ce jour, elle est réduite à quelques familles de chacals, de rats sauvages, de lièvres et de reptiles.
La disparition de la faune reflète une dégradation générale des ressources naturelles. Le principal effet de la désertification sur la faune a été la disparition des habitats naturels nécessaires à la survie des animaux.

### Climat
Jadis sahélien, le climat de la commune est de plus en plus sahélo-saharien. Les isoètes 50 - 200 mm couvraient l’ensemble du territoire de la commune. Aujourd’hui, l’isoète 100 mm passe au nord de la ville de Ouad Naga.
Les températures hivernales varient entre 20 et 30 °C de novembre à janvier où dominent les vents du nord-nord-est. 
En saison chaude, de mars à octobre, les températures varient entre 30 et 48 °C. Les vents dominants proviennent de l’est et du sud-ouest. Les vents chauds et humides soufflant du sud sont responsables des précipitations que connaît la zone entre les mois de juillet et de septembre.

## Aspects humains
La commune de Ouad Naga a une population de 9 215 habitants selon l’Office National de la Statistique (recensement général de la population et de l’habitat RGPH 2013), soit un peu plus de 33 habitants par km² dont 49 % de femmes et 51 % d’hommes, ce qui n’est pas souvent le cas au niveau des communes du même type.
En fait, le taux élevé des hommes par rapport aux femmes est dû essentiellement à l’existence de grandes mahadra qui accueillent des étudiants mauritaniens et étrangers qui sont généralement des célibataires.
| Localité             | Homme | Femme | Cumul H/F | Nom en arabe   |
| -------------------- | ----- | ----- | --------- | -------------- |
| Oum elghoura         | 373   | 126   | 499       | أم القرى       |
| Dar esselam          | 52    | 59    | 111       | دار السلام     |
| Tayba echemaliya     | 85    | 79    | 164       | طيبه الشماليه  |
| Taybe eljenoubiya    | 55    | 64    | 119       | طيبه الجنوبيه  |
| Lekhweiter           | 28    | 46    | 74        | لخويطر         |
| Magham ibrahim       | 31    | 36    | 67        | مقام إبراهيم   |
| Tenwakoudeil         | 122   | 125   | 247       | تنواكوديل      |
| Tewvigh 2            | 80    | 83    | 163       | التوفيق 2      |
| Mahdharatt el itghan | 46    | 17    | 63        | محظرة الاتقان  |
| Hassi ehel taghi     | 41    | 39    | 80        | حاسي أهل التقي |
| Tawvigh 1            | 165   | 187   | 352       | التوفيق 1      |
| Idini                | 424   | 373   | 797       | إديني          |
| Ntvachitt            | 53    | 31    | 84        | انتفاشيت       |
| Souabine             | 32    | 34    | 66        | اصوابين        |
| Rebina               | 48    | 52    | 100       | الربينه        |
| Elbeled erachid      | 23    | 27    | 50        | البلد الرشيد   |
| Sava pk 41           | 26    | 36    | 62        | الصفا كلم 41   |
| Aghoress esselam     | 23    | 42    | 65        | أقورس السلام   |
| Achweir tilemass     | 96    | 98    | 194       | آشوير تلماس    |
| Arava                | 23    | 29    | 52        | عرفه           |
| Dar esselam          | 35    | 27    | 62        | دار السلام     |
| Elagba               | 543   | 579   | 1122      | العـﯖبه        |
| Ouad Naga            | 2071  | 2108  | 4179      | واد الناقة     |

Le phénomène de la sédentarisation anarchique transparait clairement avec une installation massive de hameaux  le long de la route de l’espoir. En 2000 la commune comptait 35 localités dont 30 hameaux. Elle en compte, actuellement, 42 localités dont près de 35 hameaux.
L’étalement anarchique de cette sédentarisation s’est poursuivi. Il a même continué et a favorisé l’émergence de quelques nouveaux hameaux entre 2000 et 2015. On observe, ainsi, une corrélation significative entre une très faible croissance de la population et un taux d’urbanisation élevé, bien que cette urbanisation pose des problèmes réels sur l’environnement et le développement de l’espace communal qui compte aujourd’hui 42 localités dont deux ont moins de 50 habitants.
Les données du recensement général de la population et de l’habitat de 2013 montrent que le nombre de localités de plus de 300 habitants s’accroît progressivement beaucoup plus que les autres.
En outre, l’importance numérique de la tranche d’âge de moins de 20 ans comme dans la plupart des autres communes similaires pose des problèmes d’éducation, de scolarisation, d’épanouissement des jeunes et des adolescents, d’offre sanitaire et d’emplois.

### Habitat
La maison en parpaing et béton souvent coiffée de tôle ondulée est le type d’habitat dominant de la ville de Ouad Naga, chef-lieu de la commune. Ce type d’habitat représente environ 72,57 % de l’ensemble selon le CCC. C’est le reflet du niveau de vie moyen des populations vivant au niveau du chef-lieu de la commune. Cependant, l’habitation en Banco, hangar et tente est plus répandue dans les autres localités qui constituent la majeure partie du territoire communal. L’habitat est en général de type précaire dans ces localités, ce qui pourrait être un indice du niveau de vie très bas touchant une frange importante de la population de la commune.

## Aspects économiques

### Agriculture
Deux modes de production agricole sont pratiqués dans la commune de Ouad Naga à savoir la culture sous pluie et le maraîchage.
- La culture sous pluie:

Elle est pratiquée dans les différentes localités de la commune. Elle porte, essentiellement, sur la production de quelques denrées de longue conservation comme le mil, la pastèque, le haricot, et rarement les cacahuètes. Le rendement de cette activité reste naturellement tributaire de la moyenne pluviométrique annuelle assez faible et des méthodes culturales traditionnelles encore, largement, pratiquées. De plus, la divagation des animaux reste un handicap majeur pour cette activité. Les superficies mises en valeur sont assez limitées. Ces superficies varient de 4 à 5 ha selon les statistiques des services départementaux de l’agriculture.
- Le maraîchage:

Le maraîchage est pratiqué par plusieurs coopératives essentiellement féminines implantées à Ouad Naga ville et dans les villages dotés de forages. Ces activités maraîchères manquent d’appuis techniques et financiers. Les services communaux estiment que cette activité couvre environ quelque 10 à 15 % des besoins de la population en matière de fruits et légumes.

### Élevage
Les habitants de la commune disposent d’un cheptel réparti entre bovins, caprins, camelins et asins. Les effets conjugués de la sécheresse et de la désertification mettent ce cheptel dans des conditions défavorables exigeant un effort financier considérable de la part des propriétaires pour couvrir les dépenses d’aliments pour bétail. A cela s’ajoute le manque d’encadrement sanitaire et le coût exorbitant des médicaments vendus dans les rares pharmacies vétérinaires que compte la commune.
| Espèce   | Nombre |
| -------- | ------ |
| Caprins  | 17 000 |
| Camélins | 1 500  |
| Bovins   | 3 850  |
| Asins    | 1 100  |

### Commerce et artisanat
A Ouad Naga, le commerce et les activités relevant du secteur informel forment l’essentiel de l’activité économique. On distingue : le commerce de gros, les détaillants et le commerce familial. Ce dernier type de commerce est généralement pratiqué tout près des concessions familiales. Ce commerce est, généralement, tenu par des femmes (mères de ménages ou par leurs filles) les capitaux sont de taille réduite et orientés vers la satisfaction des besoins immédiats de la famille en produits de première nécessité.
L’activité commerciale a connu, ces dernières années, un essor remarquable à cause de l’importance du trafic sur l’axe de la route de l’espoir. La construction par la Commune d'un marché municipal de 42 boutiques a permis d'ameliorer l'activité économique dans la ville de Ouad Naga. Le secteur informel connaît lui aussi, un développement assez important, notamment pour ce qui est des localités situées sur l’axe de la route de l’espoir. Il  est à l’origine de  la création de nombreux emplois notamment dans les domaines  de  la mécanique, des petits métiers, des petites  entreprises, de  la restauration,  de la vente du lait, de la tôlerie,  de la soudure, de la maçonnerie, de la briqueterie.

## Histoire
Ouad Naga est principalement constituée à l’origine d’une population nomade qui a fait le choix de se sédentariser surtout depuis la sécheresse des années 70 qui a sévi de longues années en Mauritanie et qui a décimé les troupeaux, contraignant ces familles à se sédentariser. La sédentarisation a, surtout, commencé sur le site d’Idini vers la fin des années 60 qui était le chef-lieu de la circonscription administrative.
Au début de la guerre du Sahara en 1976, le chef-lieu administratif a été transféré au lieu dénommé Ouad Naga (à l’origine Awawa) et qui était, pratiquement, inhabité jusqu’à cette date.
La commune de Ouad Naga, quant à elle, a été créée conformément à l’Ordonnance N° 87.289 en date du 20 octobre 1987 créant les communes de Mauritanie. Elle est créée par le décret n° /87 de décembre 1987 qui a fixé son siège et ses limites territoriales.
La construction de la route de l'Espoir à partir de 1976, sur une distance de plus de 1.200 km traversant le pays d’ouest en est, a profité à la commune de Ouad Naga qui est devenue un lieu de transit et une ville commerçante, avec l'installation de nombreux commerces offrant toutes sortes de biens et de services.
La ville de Ouad Naga est devenue, aussi, avec la sécheresse un lieu de regroupement des populations nomades affectées par ce phénomène.
La commune de Ouad Naga qui couvre une superficie de 275,8 km² est aussi le chef-lieu de la moughataa qui porte le même nom.
La commune compte quelque 42 localités dont les principales activités des populations sont le commerce, l’élevage et l’agriculture notamment le maraîchage.
La commune est un haut lieu culturel qui regroupe des mahadras (écoles théologiques musulmanes) de grande renommée .